# Пальма, Эктор
Эктор Луис Пальма Саласар (исп. Héctor Luis Palma Salazar; род. 25 августа 1962, Мокорито, Синалоа, Мексика) — мексиканский торговец наркотиками и бывший лидер и основатель наркокартеля Синалоа. Экс-лидер картеля Гвадалахара. Основатель карательной группы боевиков Лос-Негрос.

## Биография
Пальма начинал свою криминальную карьеру как автовор. Затем начал работать на наркобарона Мигеля Феликса Гальярдо под эгидой наркокартеля Гвадалахара. Пальма становится в ряды лидеров картеля Гвадалахара, наряду с Эль Чапо и Эль Лобиту. После потери крупной партии кокаина, возложенную на Эль Лобиту Луисом Пальмой, Лобито был убит, в то время как сам Пальма не пострадал. После этого инцидента Пальма и Эль Чапо основали картель Синалоа. В 1978 году Пальма был арестован в штате Аризона за незаконный оборот наркотиков и приговорён к 8 годам тюрьмы в США. После освобождение Пальма вернулся к торговле наркотиков и возглавил картель Синаола наряду с Эль Чапо. В 1995 году Пальма был арестован после крушения 12-местного самолета «Lear Jet», но сумел избежать суда. После начавшегося роста влияния наркокартеля Лос-Сетас, Пальма вместе с Эль Чапо создают отряд боевиков Лос-Негрос. В 2008 году Лос-Негрос объединились с картелем Бельтран Лейва.

## В культуре
В 2018 году вышел телесериал «Нарко: Мексика». Саласара сыграл актёр Горка Ласаоса.